# Russisches Turnier junger Physiker
Das Russische Turnier junger Physiker (russisch Российский турнир юных Физиков, englisch Russian Young Physicists’ Tournament) ist ein Physikwettbewerb, der zwischen Teams weiterführender Schulen ausgetragen wird. Die Schüler sollen komplizierte wissenschaftliche Fragestellungen lösen, diese in überzeugender Form präsentieren und in Diskussionen (Physics Fights) verteidigen. Das Turnier ist in Russland ein Vorbereitungs- und Auswahlwettbewerb für das International Young Physicists’ Tournament (IYPT).

## Geschichte
Das Turnier wurde 1979 in der Sowjetunion gegründet, noch vor dem IYPT.
In den ersten Jahren nahmen an dem Wettbewerb lediglich Schulen aus Moskau und dem Moskauer Umland teil. 1988 wurden zu dem Turnier erstmals Schulen aus der gesamten Sowjetunion und auch anderen Staaten des Ostblocks eingeladen. Zu dieser Zeit konnte das Turnier bereits auf eine sehr erfolgreiche Geschichte zurückblicken. Führende Wissenschaftler der UdSSR, zum Beispiel Jewgeni Welichow und Georgi Sazepin, beteiligten sich an dem Projekt und standen dem Organisationskomitee vor. 1989 wurden die Organisatoren des Turniers mit dem Preis des Leninschen Komsomol ausgezeichnet.
In den späten 1990er Jahren, bzw. in den frühen 2000er Jahren, wurde klar, dass der Wettbewerb in Russland einen nennenswerten Aufschwung benötigen würde, damit die russischen Teams bei den internationalen Bewerben weiterhin gut im Rennen liegen könnten.
Seit 2004 ist das POISK-Zentrum jene Organisation, die ein Nationalteam auswählt, betreut und vorbereitet, welches Russland beim International Young Physicists’ Tournament vertritt. Diese Teams haben in den vergangenen Jahren einige gute Endergebnisse erzielt. Bei den IYPTs 2004 (Brisbane, Australien), 2005 (Winterthur, Schweiz) und 2006 (Bratislava, Slowakei), konnte zweimal eine Bronzemedaille errungen werden. Im Mai 2007 gewann das russische Team eine Silbermedaille beim Austrian Young Physicists’ Tournament in Leoben, Österreich.

## Erfolge russischer Teams beim IYPT
| Jahr | vom POISK Centre nominiertes Team | von Moscow OC nominiertes Team |
| ---- | --------------------------------- | ------------------------------ |
| 2004 | 4. Platz (von 26), Bronzemedaille | 25. Platz (of 26)              |
| 2005 | 13. Platz (von 25)                | 20. Platz (von 25)             |
| 2006 | 9. Platz (von 26), Bronzemedaille | Nicht teilgenommen             |
| 2007 | Nicht teilgenommen                | Nicht teilgenommen             |